# Джазовки

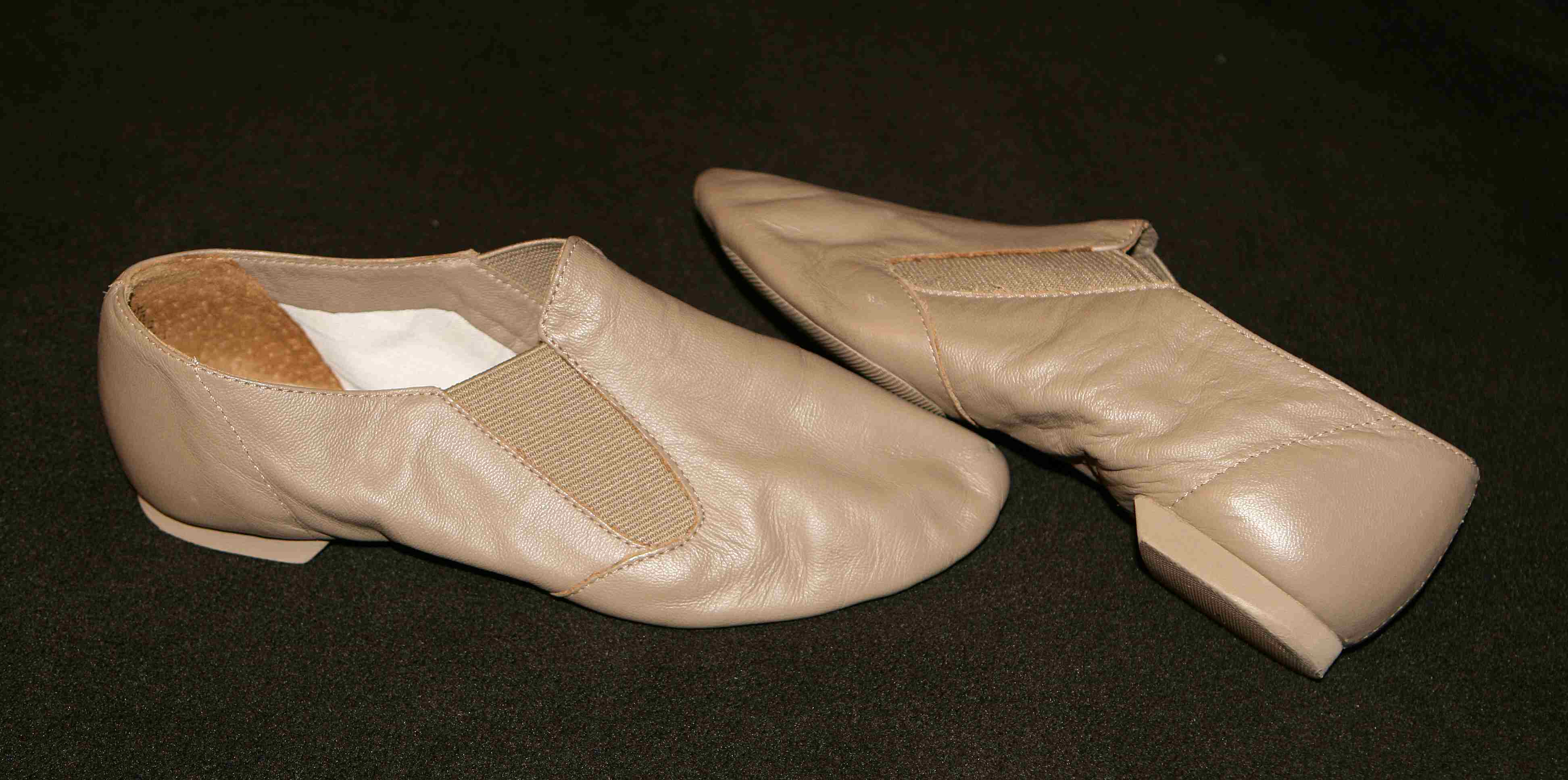
Джазовая танцевальная обувь

Джазо́вки (джазовая танцевальная обувь) — мягкая сценическая/репетиционная обувь «унисекс» с посадкой ниже щиколотки, раздельной подошвой и низким устойчивым каблуком. Кроме танцевальных занятий и выступлений, джазовки используются на уроках ритмики, сценодвижения, при занятиях фитнесом и т. п. 
Джазовые туфли появилась в США с развитием джазового танца. Они произошли от мужских туфель-оксфордов, в которых исполнялись различные социальные танцы. Как и «оксфорды», классические модели джазовок на шнуровке закрывают подъём стопы. В открытых джазовках, напоминающих туфли-лоферы, стопа фиксируется благодаря эластичным вставкам. 
В отличие от чешек и балеток, джазовые туфли имеют плоский и невысокий (обычно ~0,5 см) каблук на всю ширину пятки. Незначительный (не более 1 см) перепад между передней и задней частью обуви придаёт комфорт движениям без потери устойчивости. Подошва современных моделей джазовок (как и другой танцевальной обуви) чаще всего раздельная: передняя часть отделена от пятки (собственно, каблука). Такая конструкция позволяет хорошо артикулировать стопой: вытягивать подъём, дотягивать пальцы.
Джазовки шьются из тонкой мягкой кожи либо из текстиля. Материал должен быть достаточно эластичным, чтобы хорошо облегать стопу, не ограничивая её движение, и в то же время достаточно плотным, чтобы фиксировать её и исключить вероятность травм. Тканевые джазовки более доступны по цене, однако они быстрее изнашиваются. Комбинирование материалов (например, вставки из сетки) делает обувь легче и позволяет «дышать» стопе.
Подошва джазовок обычно изготавливается из бахтормяного спилка (срез кожи с шероховатой поверхностью), что не даёт стопе скользить при выполнении различных танцевальных движений, прыжков и вращений. Для улучшения амортизации каблук может быть прорезинен или выполняться из микропористой резины; обычно он также обтягивается кожей. 
Танцевальные кроссовки, у которых также закрыт подъём и спереди имеется шнуровка, внешне напоминают джазовки — однако у кроссовок подошва гораздо толще, перепад высоты между передней и задней частями обуви также значительнее (передняя часть подошвы может достигать 2 см в высоту, задняя часть — 4 см). 
Производством джазовок преимущественно занимаются фирмы, специализирующиеся на пошиве балетной одежды и обуви.